# Heliopepla rex
Heliopepla rex är en fjärilsart som beskrevs av George Thomas Bethune-Baker 1911. Heliopepla rex ingår i släktet Heliopepla och familjen nattflyn. Inga underarter finns listade i Catalogue of Life.